# Euplecte franciscain
Euplectes franciscanus
Pour les articles homonymes, voir Franciscain (homonymie).
Espèce
Statut de conservation UICN

 LC  : Préoccupation mineure
L'Euplecte franciscain  (Euplectes franciscanus) est une espèce de passereaux de la famille des Ploceidae.

## Description
C'est un oiseau trapu de 12,5 à 15 cm de long. Le mâle, en période de reproduction, est écarlate en dehors de sa face et de son poitrail qui sont noirs et de ses ailes et de sa queue brunes. Le bec conique est épais et noir.
Hors période de reproduction, le mâle est jaune-pâle, maculé de brun au-dessus et devenant blanchâtre au-dessous. Il a des sourcils chamois. Les femelles ressemblent aux mâles mais sont plus petites. Les jeunes ont des bandes pâles plus larges sur leurs ailes.

## Répartition
Il vit dans les zones tropicales en Afrique, au sud du désert du Sahara et au nord de l'Équateur. Il a été importé à Porto Rico, en Martinique et en Guadeloupe dans les Antilles.

## Taxinomie
Il était autrefois considéré comme une sous-espèce d'Euplecte ignicolore (Euplectes orix) vivant dans la moitié sud de l'Afrique. Les deux sont maintenant classés comme espèces distinctes.

## Habitat
Ce tisserin vit dans les zones dégagées, en particulier les prairies d'altitude et souvent près de l'eau.

## Nidification
Il construit un nid sphérique tissé dans les hautes herbes. Il y pond 2 à 4 œufs.

## Comportement
Il s'affiche ostensiblement, lançant ses cris aigus depuis les herbes hautes, gonflant ses plumes ou exécutant un vol stationnaire.
Il lance sans arrêt un discret tsip.
C'est une espèce grégaire.

## Alimentation
Cet oiseau se nourrit de semences, de céréales et de certains insectes.